# 2008 en Haïti
Cet article présente les faits marquants de l'année 2008 en Haïti.

## Évènements
- Vendredi 11 avril 2008 : l'ONG Médecins sans frontières indique avoir pris en charge les soins de 170 victimes de violence dont 44 blessés par balle à la suite d'une semaine d'émeutes de la faim.

- Lundi 14 avril 2008 : à la suite des émeutes dues à la hausse moyenne de 40 % des prix des denrées alimentaires en un an, le premier ministre présente sa démission. La Banque mondiale octroie une aide de 10 millions de dollars ce qui permet une baisse de 16 % du prix du riz.

- Lundi 12 mai 2008 : Les députés rejettent la nomination du nouveau premier ministre Ericq Pierre choisi par le président René Préval, alors qu'il avait obtenu l'aval du Sénat le 7 mai dernier. Lors des « émeutes de la faim ».

- Vendredi 7 novembre 2008 : Une école privée "La Promesse", située dans un quartier pauvre de Pétion-ville dans la banlieue de Port-au-Prince, s'effondre causant la mort de 93 enfants et en blesse 150 autres[1]. Située entre les maisons du quartier, la construction en dur s'élevait sur deux étages, tandis qu'un troisième était en construction. Le propriétaire du bâtiment est le pasteur Augustin Fortain qui l'aurait construite lui-même sans faire appel à des ingénieurs et avec du matériel de mauvaise qualité. Quelque 700 enfants fréquentaient habituellement cette école.

- Lundi 17 novembre 2008 : La justice canadienne a condamné deux pédomanes québécois de 65 et 59 ans a trois et deux ans de prison. Ils avaient entre décembre 2006 et mars 2007 agressé sexuellement six enfants de 13 à 16 ans d'un orphelinat de la ville des Cayes auquel ils avaient accès en tant que travailleurs humanitaires.

- Jeudi 20 novembre 2008 : Selon le Programme alimentaire mondial, 26 enfants sont morts de faim en octobre dans le village de Baie d'orange situé dans le sud-est d'Haïti. 24 autres enfants ont pu être récupérés dans une situation critique et pris en charge dans les hôpitaux tenus par Médecins sans frontières et Médecins du monde.

- Mercredi 17 décembre 2008 : Plusieurs milliers de personnes ont manifesté aujourd'hui à Port-au-Prince et dans d'autres villes d'Haïti en faveur du retour de l'ex-président Jean-Bertrand Aristide exilé en Afrique du Sud.